# Graubürzel-Singhabicht

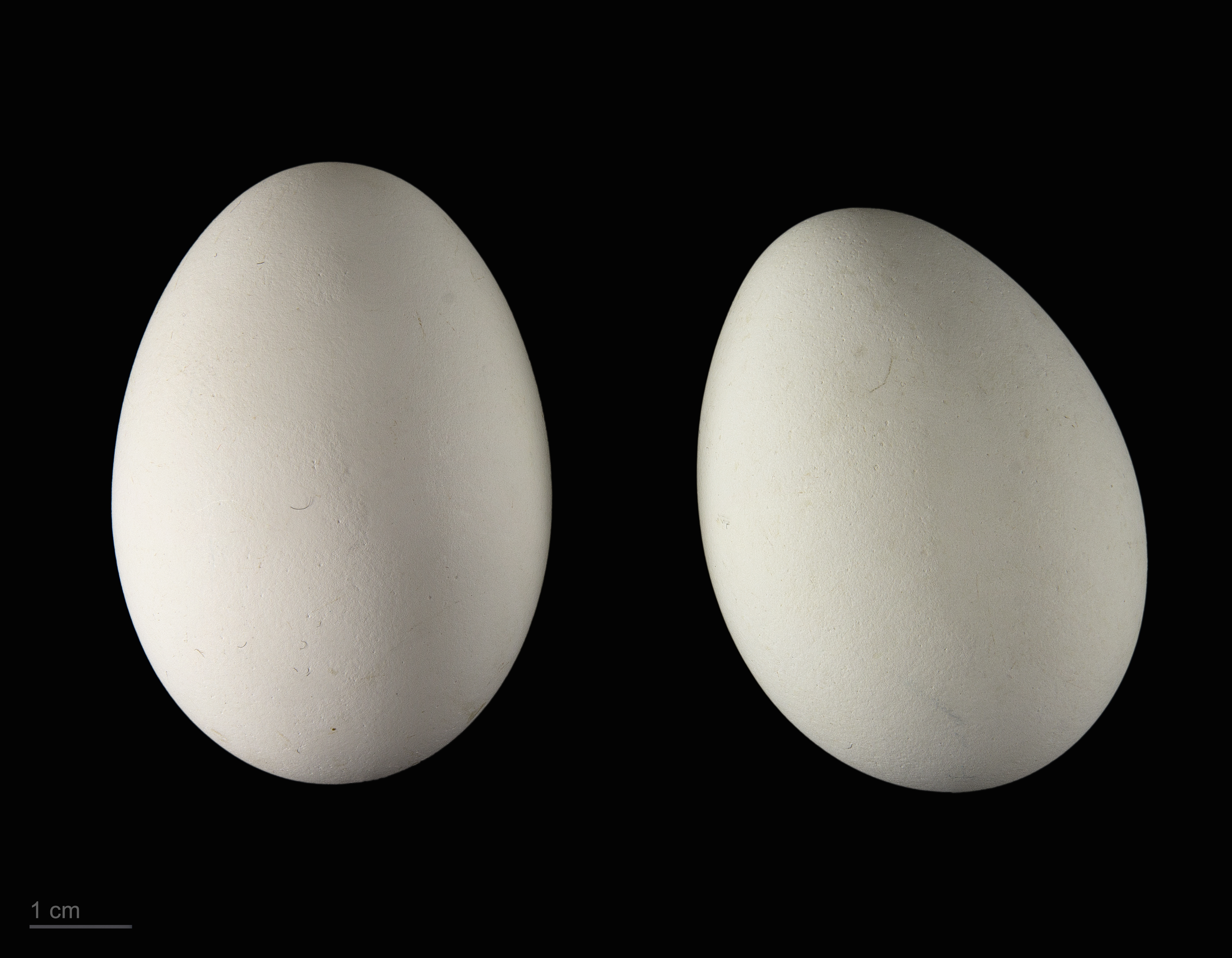
Melierax metabates

Der Graubürzel-Singhabicht oder Kleine Singhabicht (Melierax metabates) ist eine Greifvogelart in Afrika aus der Familie der Habichtartigen (Accipitridae).

## Merkmale
Der Graubürzel-Singhabicht erreicht eine Körperlänge von 38 bis 51 cm und eine Flügelspannweite von 86 bis 104 cm. Die Weibchen sind mit einem Gewicht von 512 bis 852 g im Mittel größer und schwerer als die Männchen mit 478 bis 700 g. Der Körperbau entspricht dem eines Habichts oder Sperbers. Die Oberseite, die Flügel und der Kopf sind dunkelgrau, die Brust und die Kehle hellgrau. Handschwingen und Schwanz sind schiefergrau bis schwarz. Die Schwanzspitze ist weiß, der kräftige, gelbe Schnabel hat eine graue Spitze. Die Beine sind rot, das Beingefieder, die Schwanzunterseite und der Bauch sind grau-weiß gestreift.

## Lebensweise
Zu seiner Nahrung zählen vor allem kleine Reptilien und Vögel bis Taubengröße, seltener kleine Säugetiere, Amphibien und Insekten.
Das Nest wird in 3–10 m Höhe errichtet, es besteht aus Zweigen, Schlamm und Gras. Das Weibchen legt ein bis zwei grau-blaue Eier und brütet diese 36–38 Tage aus. Die Jungvögel sind nach 45–50 Tagen flügge.

## Verbreitung
Der Graubürzel-Singhabicht lebt in Savannen und offenem Waldland. Er kommt in weiten Teilen Afrikas südlich der Sahara vor. Ferguson-Lees & Christie erkennen vier Unterarten an: M. m. metabates (Senegal bis Südwest-Arabien, südlich bis Nord-Tansania), M. m. theresae (Südwest-Marokko), M. m. ignoscens (Südwest-Arabien) und M. m. mechowi (Uganda und Tansania südlich bis nordöstliches Südafrika).